# Societat d'Onomàstica
La Societat d'Onomàstica és una entitat amb personalitat jurídica pròpia que fou fundada el 1980 pel doctor Enric Moreu-Rey i diversos estudiosos i professors universitaris, principalment de la zona del Camp de Tarragona. Els seus objectius són bàsicament el foment de l'inventari, l'estudi i la defensa del noms propis (onomàstica), d'una manera especial dels de persona (antroponímia) i dels de lloc (toponímia); la coordinació de les activitats dels investigadors; la publicació d'un butlletí interior i de monografies especialitzades; l'assessorament tècnic a persones i col·lectius; l'organització de col·loquis i conferències sobre els temes indicats i l'inventari de bibliografia i documentació.
Publica anualment diversos números del seu Butlletí Interior (BISO), a més de les actes dels col·loquis que es desenvolupen de forma anual al llarg de totes les terres de parla catalana. Té un convenci de col·laboració amb l'Institut Cartogràfic de Catalunya i publica també monografies onomàstiques de base municipal. El seu àmbit d'actuació són els territoris de llengua catalana en l'actualitat o en èpoques passades. També hi col·labora, encara que secundàriament, l'Acadèmia Valenciana de la Llengua. Des de 2022 el president de la societat és Pere Navarro Gómez i el nombre de socis és d'uns 400.
La desaparició de Ramon Amigó l'any 2011 va deixar òrfena l'escola d'onomasiòlegs. Per continuar amb la tasca de lideratge i estímul en el camp de l'onomàstica iniciada per Amigó i, alhora, reivindicar-ne la figura, l'any 2016 la Secretaria de Política Lingüística i el Departament de Filologia Catalana de la Universitat Rovira i Virgili van impulsar el Premi Ramon Amigó i Anglès, a projectes d'investigació en l'àmbit de l'onomàstica catalana. A més de la dotació econòmica del certamen, el Premi Ramon Amigó compta amb un conveni amb l'Institut d'Estudis Catalans i la Societat d'Onomàstica, que es comprometen a publicar l'obra guanyadora dins la col·lecció Treballs de l'Oficina d'Onomàstica de l'IEC.

## Publicacions
La Societat d'Onomàstica publica les següents col·leccions:
- Revista Noms. Revista semestral de divulgació dels temes de l'onomàstica, dirigida a investigadors.[5]
- Anuari de la Societat d'Onomàtica. Revista anual de publicació d'estudis onomàstics amb un abast paneuropeu.[6]
- Col·lecció l'Estralla. Col·lecció que arreplega les monografies onomàstiques publicades sota el patrocini de la societat.[7]
- Butlletí Interior. Edicions dels col·loquis i presentacions realitzades en l'àmbit de la Societat d'Onomàstica, a més d'estudis onomàstics miscel·lanis de l'àmbit catalanoparlant.[8]

Els llibres editats amb anterioritat a 2013 van ser editats conjuntament amb l'ICC i reben el nom de Col·lecció Monografies.

## Col·loquis
- I La Sala de Comalats (1973)
- II Les Borges del Camp (1977)
- III Riudoms (1978)
- IV Montblanc (1979)
- V Vic (1980)
- VI Tortosa (1981)
- VII Palma (1982)
- VIII Lleida (1983)
- IX Tarragona (1984)
- X València (1985)
- XI Maó (1986)
- XII Sabadell (1987)
- XIII Puigcerdà (1988)
- XIV Alacant (1989)
- XV Reus (1990)
- XVI Castelló de la Plana (1991)
- XVII Barcelona (1992)
- XVIII Girona (1993)
- XIX Fraga (1994)
- XX Perpinyà (1995)
- XXI Ontinyent (1995)
- XXII Vilafranca del Penedès (1996)
- XXIII Ulldecona (1997)
- XXIV Eivissa (1998)
- XXV Sagunt (1999)
- XXVI Lleida (1999)
- XXVII Manresa (2001)
- XXVIII Maó i Ciutadella (2002)
- XXIX Teulada (2002)
- XXX Tortosa (2003)
- XXXI Barcelona (2004)
- XXXII Algemesí (2005)
- XXXIII Montblanc (2006)
- XXXIV València (2007)
- XXXV l'Alguer (2008)
- XXXVI les Borges Blanques (2009)
- XXXVII Lloret de Mar (2010) - 1a Jornada
- XXXVIII Barcelona (2011) - 1r Congrès
- XXXIX València (2012) - 2a Jornada
- XL Esterri d'Àneu (2013) - 3a Jornada
- XLI Manacor (2014) - 2n Congrès
- XLII Ribera d'Ebre (2015) - 4a Jornada
- XLIII Valls (2016) - 5a Jornada
- XLIV Elda i Petrer (2017) - 3r Congrès
- XLV Atzeneta i Vistabella del Maestrat (2018) - 6a Jornada
- XLVI Perpinyà (2019)
- XLVIII Tremp (2022)[10]